# Pearl (poema)

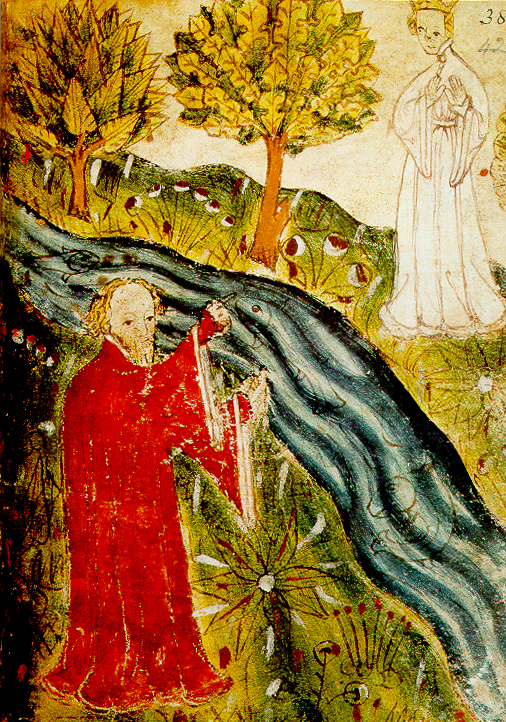
Imagem sobre uma cena do poema.

Pearl (em inglês médio: Perle) é um poema em inglês médio do final do século XIV. Com elementos de alegoria medieval e do gênero de visão onírica, o poema é escrito numa variedade do inglês médio do noroeste das Midlands. A linguagem é altamente - mas não consistentemente - aliterativa; há um complexo sistema de ligação de estrofes e outros recursos estilísticos.